# مولانا
مولانا هو لقب ديني يُستخدم في شبه القارة الهندية وآسيا الوسطى سابقًا لأسماء كبار علماء الدين المسلمين، وخاصة منهم من تخرج في مدرسة دينية.

## استخدامات أخرى

### في إيران وتركيا
يستخدم لقب «مولانا» عادةً في إيران وتركيا للإشارة إلى جلال الدين الرومي.

### في أفريقيا
دخلت كلمة «مولانا» اللغة السواحيلية، حيث تستخدم كلقب تبجيل يرادف كلمة «السيد»، ويستخدم لرجال الدين ولغيرهم. كما يستخدم لفظ «مولانا» في بعض الأحيان لقبًا للناشط الأمريكي الأفريقي رون كارينغا (مولانا كارينغا).